# Luneta (fortyfikacja)

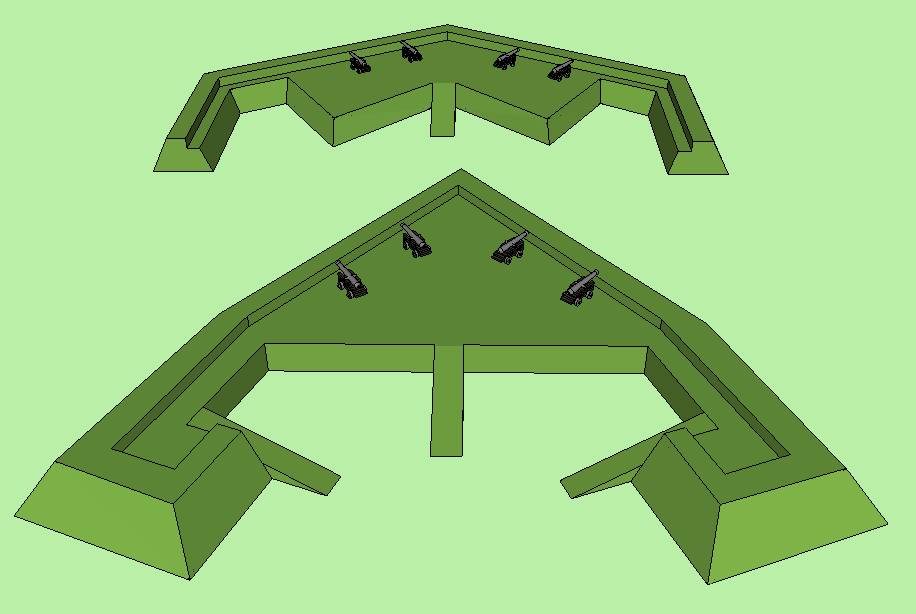
Dwa przykłady lunet fortyfikacyjnych.

Luneta – polowe lub stałe dzieło fortyfikacyjne posiadające jedno lub dwa czoła i dwa barki. Tył pozostawał odkryty – w przypadku jego zasłonięcia (zamknięcia szyi) luneta stawała się redutą. Tworzona była z wałów ziemnych osłoniętych fosą. Stosowana przy budowie fortyfikacji od połowy XVII do początku XX wieku.